# El cuarto de Jacob
El cuarto de Jacob (título original en inglés, Jacob's Room) es la tercera novela de Virginia Woolf, publicada el 26 de octubre de 1922. 
La novela se estructura, de manera muy ambigua, alrededor de la vida del protagonista, Jacob Flanders, que está presentado enteramente por las impresiones que otros personajes tienen de él, salvo en aquellas ocasiones en que se entra en su perspectiva. Así, aunque puede decirse que el libro es ante todo un estudio de carácter y tiene poca trama o ambientación, la narrativa se construye como un vacío en lugar del personaje central, si puede decirse que la novela tiene un protagonista en el sentido tradicional del término. Los temas del vacío y la ausencia rondan la novela y establecen su sentimiento elegíaco. Se describe a Jacob, pero de una manera tan indirecta que parecería mejor verlo como una amalgama de las diferentes percepciones de los personajes y del narrador. No existe como una realidad concreta, sino más bien como una recopilación de memorias y sensaciones.

## Trama
Ambientada en la Inglaterra anterior a la guerra, la novela comienza en la infancia de Jacob y lo sigue a través de la universidad de Cambridge y luego en la adultez. La historia se narra principalmente a través de la perspectiva de las mujeres de la vida de Jacob, incluida la reprimida de clase media alta Clara Durrant y la desinhibida estudiante de arte Florinda, con quien tiene una aventura. Su época en Londres forma una gran parte de la historia, aunque hacia el final de la novela él viaja a Italia, luego a Grecia. Jacob al final muere en la guerra y en lugar de una descripción de la escena de la muerte, Woolf describe la habitación vacía que él deja detrás.

## Significado literario
La novela se aparta de las dos primeras novelas de Woolf, Fin de viaje (1915) y Noche y día (1919), que tienen formas más convencionales, y se ve como un importante texto modernista. Su forma experimental se ha interpretado como una progresión en el novedoso estilo de escritura que Woolf presentó en su volumen de relatos Monday or Tuesday (1921).

## Ediciones en español
- El cuarto de Jacob, Barcelona, Lumen, 1977. Traducción de Andrés Bosch. ISBN 978-84-264-1124-2.
- La habitación de Jacob, Barcelona, Piel de Zapa, 2012. Traducción de Carles Llorach Freixes. ISBN 9788415216438.